# Gladiatrice

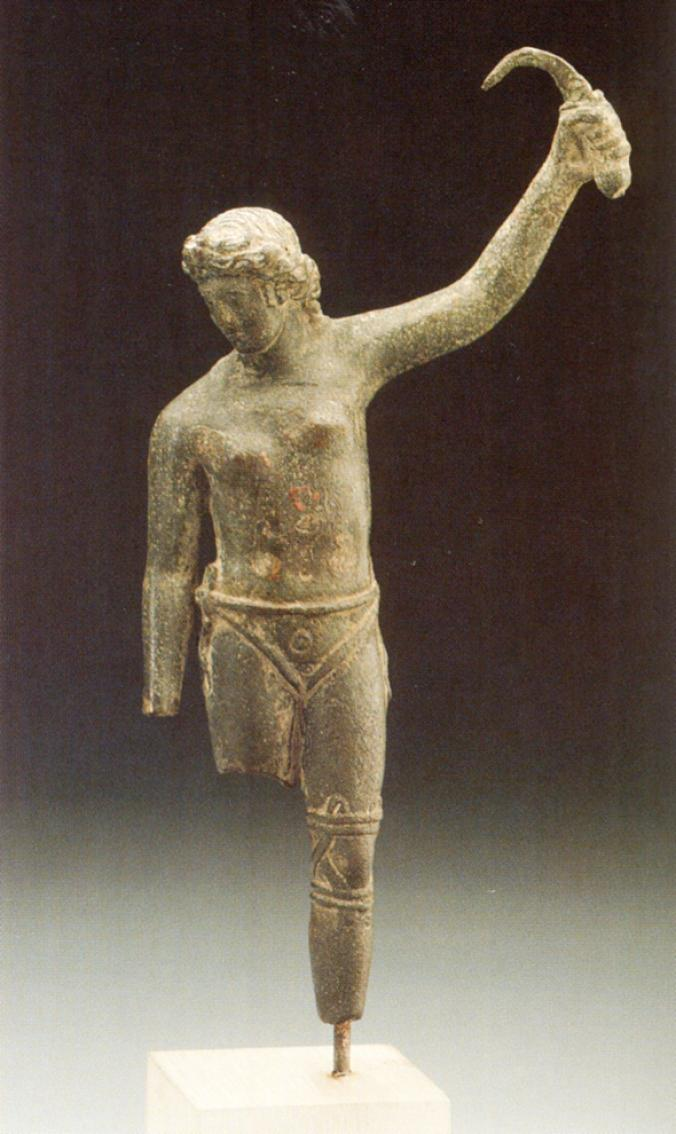
Gladiatrice victorieuse brandissant une sica, musée de Hambourg

La gladiatrice est une combattante romaine armée qui engageait des duels contre d'autres combattantes (munera), ou contre des animaux (venationes), afin de divertir les spectateurs dans les arènes lors de la période de la République et de l'Empire romain.

## Histoire
C'est sous le règne d'Auguste qu'apparaissent dans la littérature ancienne les premières femmes gladiatrices. Les combats eurent principalement lieu sous l'empire, Néron en fait des spectacles à part entière en faisant même peindre la voie lactée sur les vélums de l'amphithéâtre et remplacer le sable de l'arène par des brisures des pierres semi-précieuses.
Suétone cite l'empereur Domitien qui en 88, instaure des combats de gladiatrices nocturnes, à la lueur de torches, qui selon ses dires avaient beaucoup de succès.
La gladiature féminine prend fin en l'an 200 à la suite de l'interdiction promulguée par l'empereur Septime Sévère.

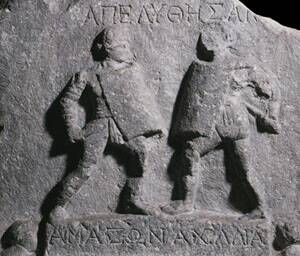
Relief de deux gladiatrices trouvé à Halicarnasse.
Le bas-relief montre deux combattantes, Achillia et Amazonia, en Provocatores. Les deux femmes se font face en position de garde, nues têtes.

## Senatus consultumdeLarinum
En l'an 19  sous le règne de Tibère le senatus consultum de Larinum est promulgué un décret sénatorial qui entre autres interdisait à toute personne liée par une parenté avec les sénateurs ou vers equites, d'apparaître sur scène ou habillée en gladiateur: le décret dont une partie nous est parvenu gravé sur une tablette en bronze connue sous le nom de Tabula Larinas, citait un précédent décret de l'an 11 qui interdisait aux jeunes de moins de vingt ans de s’exhiber dans l'arène. Le contenu implique implicitement que certaines femmes participaient à des duels dans l'arène.
« 7. (pl)acere ne quis senatoris filium filiam nepotem neptem pronepotem proneptem neve que(m cuius patri aut avo)
8. vel paterno vel materno aut fratri neve quam cuius viro aut patri aut avo paterno ve(l materno aut fratri ius)
9. fuisset unquam spectandi in equestribus locis in scaenam produceret auctoramentove rog[aret ut ?in harenam? prodi - / ?ferro depugna?) »
— Tabula Larinas, linee 7-9
        
« 7. ordonne que personne ne présente sur scène le fils, la fille, le neveu, la nièce, arrière-petit-fils, arrière-petite-fille de sénateur, ni homme (dont le père
8. ou grand-père) paternel ou maternel, ou dont le frère, ni femme dont le mari ou père ou grand-père paternel ou maternel ou frère
9. aient jamais eu le droit d'assister aux spectacles depuis les places réservées aux chevaliers, que personne ne les présente sur scène ni les fasse lutter contre rémunération »

## Textes antiques

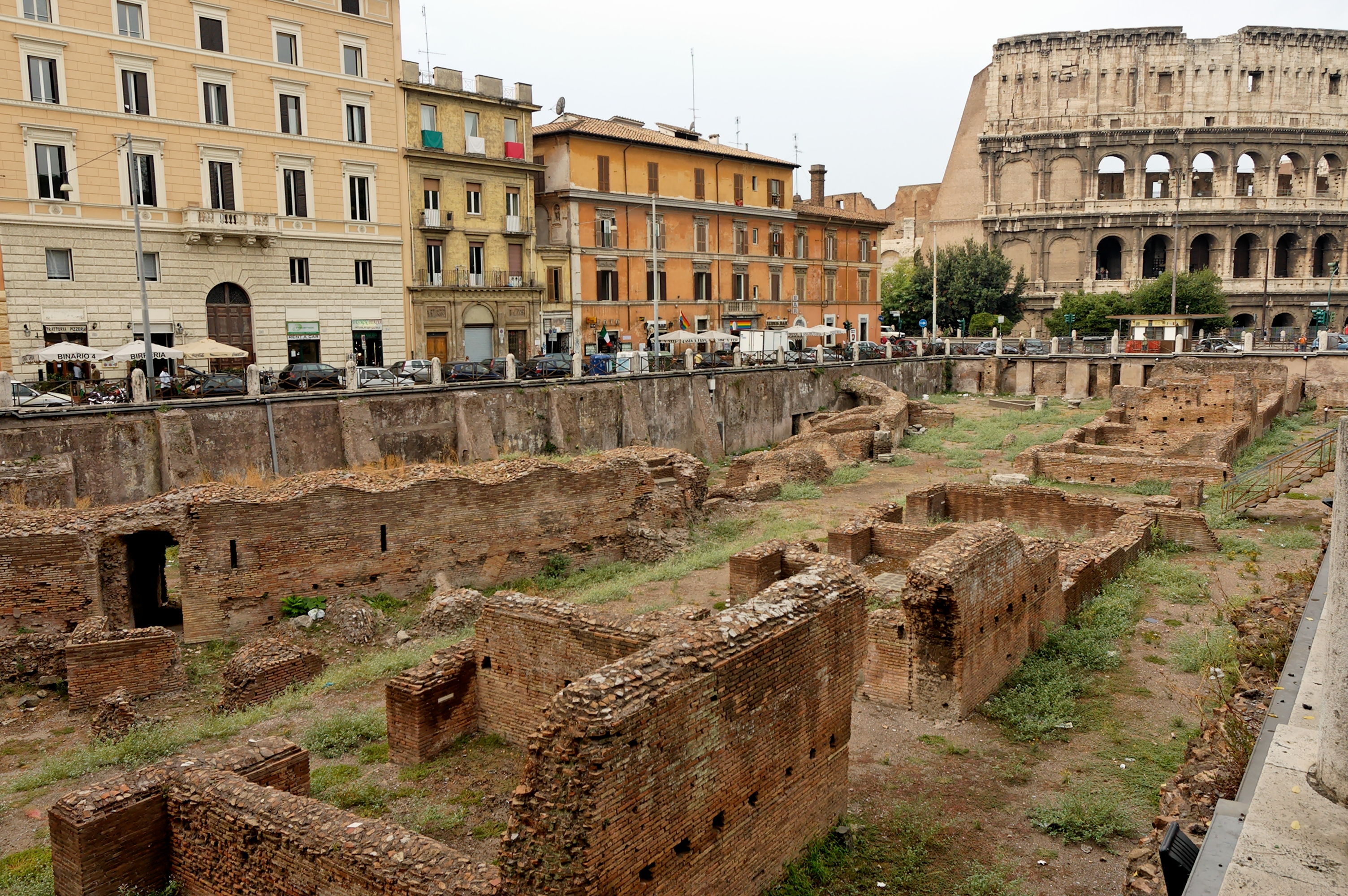
Ludus Magnus à Rome

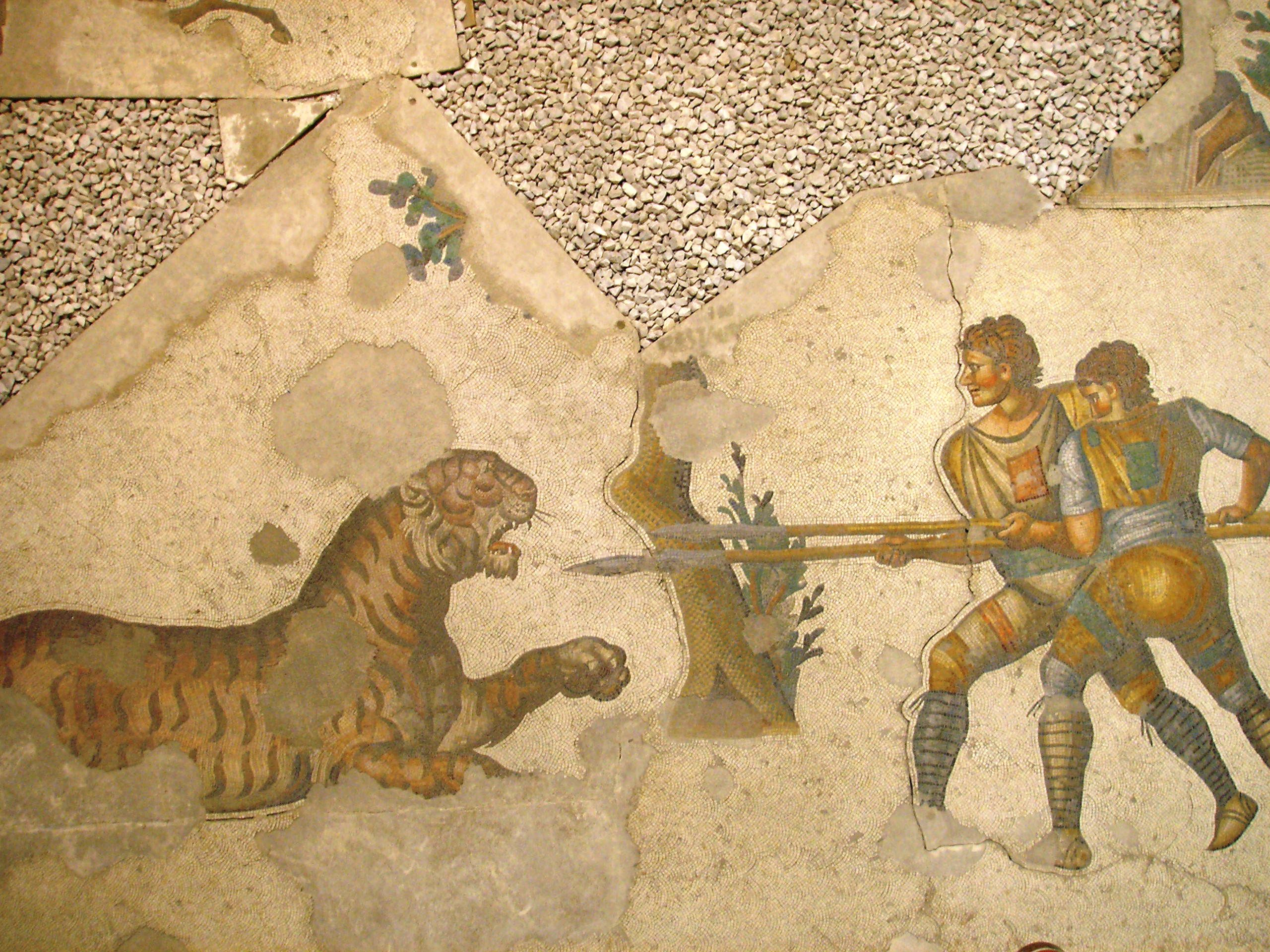
Venatores

Pendant l'Antiquité, Rome a connu de nombreux combats de gladiateurs mais le public romain a également assisté à des combats de gladiatrices.
Mark Vesley, historien spécialiste de la société romaine pense que l'école de gladiature n'était pas un endroit idéal pour les femmes qui ont dû être probablement formées par des tutors dans les collegia iuvenum. Ces écoles étaient destinées à la formation aux arts martiaux des hommes des classes supérieures et d'âge supérieur à 14 ans, mais Vesley a trouvé trois références concernant des femmes qui ont fréquenté ces endroits dont une qui est morte. Une inscription précise : «aux formes divines de Valeria Iucunda, qui appartenait au corps des iuvenes. Vécut 17 ans et 9 mois».
La présence de femmes au cœur de l'arène est attestée par quelques auteurs comme Juvénal, qui se moqua des participantes dans Satires, Suétone, Tacite et Pétrone.
Dans Vie des douze Césars Suétone écrit que l'empereur Domitien a offert venationes et spectacles de gladiateurs nocturnes, à la lumière de torches, comprenant des combats entre hommes mais aussi entre femmes; Dion Cassius Cassius ajoute que pendant les combats nocturnes il jetait parfois dans l'arène des nains et des femmes qui combattaient l'un contre l'autre. D'après les peintures murales, il semblerait que les gladiatrices combattaient seins nus et qu'elles portaient rarement le casque.
Une grande partie des historiens modernes estime que le spectacle de gladiatrices serait anecdotique, car les références antiques sont rares. Néanmoins l'écrivain Amy Zoll observe que la désinvolture montrée par les historiens antiques dans leurs rédactions pourrait être une preuve que ces combats « pourraient être bien plus nombreux que les témoignages directs rapportés ».
Sur une inscription trouvée à Ostie un certain Hostilinianus se vante d'être le premier editor à porter les gladiatrices en ville.
Pétrone dans Satyricon fait référence à un spectacle essedarius mettant en scène une femme combattant sur un char à la façon celtique se battant contre des hommes
Tacite écrit dans Annales qu'en 63, dans un spectacle offert par l'empereur Néron apparaissent des hommes et des femmes, même de rang sénatorial aussi bien en bestiarii qu'en gladiatrices.
Cassius Dion écrit que pendant les jeux de 66, année des consuls de Caius Suetonius Paulinus et Caius Luccius Telesinus, Patrobius à Puteoli, l'odierne Pozzuoli, fit descendre dans l'arène devant Tiridate Ier d'Arménie des femmes et des hommes de couleur provenant d'Éthiopie et que les femmes prenaient également part aux venationes, combats contre des bêtes sauvages.
Martial parle aussi des gladiatrices sous Justinien. Il cite la lutte d'Hercule contre le lion de Némée représenté par une Mars féminine, ainsi que Stace qui définit comme nouveau luxe le sexe féminin entrainé à l'usage des épées et qui combattent des mâles castrés.
Juvenal dans les Satires parle de gladiatrices sous Flavius et Trajan qui s'entraînaient à frapper avec acharnement le palus, poteau matérialisant l'adversaire.
Septime Sévère en l'an 200 interdit aux femmes de pratiquer la gladiature, mais une inscription retrouvée à Ostie concernant les combats féminins laisse présager l'inefficacité de l'édit.

### Le squelette de Londres
Un squelette féminin d'époque romaine qui a été mis au jour à Southwark en 2001 dans les faubourgs de Londres a été identifié comme étant celui d'une gladiatrice. La majorité des experts réfutent cette identification, mais le musée de Londres affirme « il y a 70 % de probabilités que le squelette soit celui d'une gladiatrice  ». Hedley Swain, chef du département d'histoire antique du musée a déclaré : « Aucun élément de preuve ne confirme que ce soit une gladiatrice. Il y a simplement un groupe d'indices qui rend cette idée intrigante ». Le squelette est exposé dans la section romaine du musée de Londres.

## Archéologie
Une statue en bronze tenant une arme à la main exposée au Museum für Kunst und Gewerbein de Hambourg en Allemagne représenterait une gladiatrice.
Un bas-relief trouvé à Halicarnasse et conservé au British Museum représente deux gladiatrices au cours d'un combat.

Une inscription à Ostie datée du IIIe siècle confirme l'existence de ces combats. Elle mentionne un édile qui aurait offert des combats de femme à ses concitoyens.
« QUI PRIMUS OM[NI]UM AB URBE CONDITA LUDUS CUM [--] OR ET MULIERES [A]D FERRUM DEDIT »

### Crédits de traduction
- (it) Cet article est partiellement ou en totalité issu de l’article de Wikipédia en italien intitulé « Gladiatrice » (voir la liste des auteurs).